# Llista d'asteroides/72101–72200
| Nom     | Designació provisional | Data de descobriment | Lloc de descobriment | Descobridor/s |
| ------- | ---------------------- | -------------------- | -------------------- | ------------- |
| 72101 - | 2000 YB51              | 30 de desembre, 2000 | Socorro              | LINEAR        |
| 72102 - | 2000 YB52              | 30 de desembre, 2000 | Socorro              | LINEAR        |
| 72103 - | 2000 YK52              | 30 de desembre, 2000 | Socorro              | LINEAR        |
| 72104 - | 2000 YU52              | 30 de desembre, 2000 | Socorro              | LINEAR        |
| 72105 - | 2000 YO53              | 30 de desembre, 2000 | Socorro              | LINEAR        |
| 72106 - | 2000 YD54              | 30 de desembre, 2000 | Socorro              | LINEAR        |
| 72107 - | 2000 YL54              | 30 de desembre, 2000 | Socorro              | LINEAR        |
| 72108 - | 2000 YT54              | 30 de desembre, 2000 | Socorro              | LINEAR        |
| 72109 - | 2000 YF55              | 30 de desembre, 2000 | Socorro              | LINEAR        |
| 72110 - | 2000 YR55              | 30 de desembre, 2000 | Socorro              | LINEAR        |
| 72111 - | 2000 YH56              | 30 de desembre, 2000 | Socorro              | LINEAR        |
| 72112 - | 2000 YX57              | 30 de desembre, 2000 | Socorro              | LINEAR        |
| 72113 - | 2000 YO58              | 30 de desembre, 2000 | Socorro              | LINEAR        |
| 72114 - | 2000 YJ60              | 30 de desembre, 2000 | Socorro              | LINEAR        |
| 72115 - | 2000 YQ61              | 30 de desembre, 2000 | Socorro              | LINEAR        |
| 72116 - | 2000 YS62              | 30 de desembre, 2000 | Socorro              | LINEAR        |
| 72117 - | 2000 YU62              | 30 de desembre, 2000 | Socorro              | LINEAR        |
| 72118 - | 2000 YK63              | 30 de desembre, 2000 | Socorro              | LINEAR        |
| 72119 - | 2000 YL63              | 30 de desembre, 2000 | Socorro              | LINEAR        |
| 72120 - | 2000 YP63              | 30 de desembre, 2000 | Socorro              | LINEAR        |
| 72121 - | 2000 YT63              | 30 de desembre, 2000 | Socorro              | LINEAR        |
| 72122 - | 2000 YV63              | 30 de desembre, 2000 | Socorro              | LINEAR        |
| 72123 - | 2000 YP65              | 16 de desembre, 2000 | Kitt Peak            | Spacewatch    |
| 72124 - | 2000 YX67              | 28 de desembre, 2000 | Socorro              | LINEAR        |
| 72125 - | 2000 YP68              | 28 de desembre, 2000 | Socorro              | LINEAR        |
| 72126 - | 2000 YQ68              | 28 de desembre, 2000 | Socorro              | LINEAR        |
| 72127 - | 2000 YS71              | 30 de desembre, 2000 | Socorro              | LINEAR        |
| 72128 - | 2000 YW72              | 30 de desembre, 2000 | Socorro              | LINEAR        |
| 72129 - | 2000 YP73              | 30 de desembre, 2000 | Socorro              | LINEAR        |
| 72130 - | 2000 YV74              | 30 de desembre, 2000 | Socorro              | LINEAR        |
| 72131 - | 2000 YA75              | 30 de desembre, 2000 | Socorro              | LINEAR        |
| 72132 - | 2000 YY75              | 30 de desembre, 2000 | Socorro              | LINEAR        |
| 72133 - | 2000 YB77              | 30 de desembre, 2000 | Socorro              | LINEAR        |
| 72134 - | 2000 YL77              | 30 de desembre, 2000 | Socorro              | LINEAR        |
| 72135 - | 2000 YS79              | 30 de desembre, 2000 | Socorro              | LINEAR        |
| 72136 - | 2000 YG80              | 30 de desembre, 2000 | Socorro              | LINEAR        |
| 72137 - | 2000 YT81              | 30 de desembre, 2000 | Socorro              | LINEAR        |
| 72138 - | 2000 YQ84              | 30 de desembre, 2000 | Socorro              | LINEAR        |
| 72139 - | 2000 YS84              | 30 de desembre, 2000 | Socorro              | LINEAR        |
| 72140 - | 2000 YD85              | 30 de desembre, 2000 | Socorro              | LINEAR        |
| 72141 - | 2000 YL85              | 30 de desembre, 2000 | Socorro              | LINEAR        |
| 72142 - | 2000 YS85              | 30 de desembre, 2000 | Socorro              | LINEAR        |
| 72143 - | 2000 YQ86              | 30 de desembre, 2000 | Socorro              | LINEAR        |
| 72144 - | 2000 YZ86              | 30 de desembre, 2000 | Socorro              | LINEAR        |
| 72145 - | 2000 YD87              | 30 de desembre, 2000 | Socorro              | LINEAR        |
| 72146 - | 2000 YV87              | 30 de desembre, 2000 | Socorro              | LINEAR        |
| 72147 - | 2000 YP90              | 30 de desembre, 2000 | Socorro              | LINEAR        |
| 72148 - | 2000 YY91              | 30 de desembre, 2000 | Socorro              | LINEAR        |
| 72149 - | 2000 YX92              | 30 de desembre, 2000 | Socorro              | LINEAR        |
| 72150 - | 2000 YO93              | 30 de desembre, 2000 | Socorro              | LINEAR        |
| 72151 - | 2000 YL96              | 30 de desembre, 2000 | Socorro              | LINEAR        |
| 72152 - | 2000 YY96              | 30 de desembre, 2000 | Socorro              | LINEAR        |
| 72153 - | 2000 YE97              | 30 de desembre, 2000 | Socorro              | LINEAR        |
| 72154 - | 2000 YY97              | 30 de desembre, 2000 | Socorro              | LINEAR        |
| 72155 - | 2000 YM98              | 30 de desembre, 2000 | Socorro              | LINEAR        |
| 72156 - | 2000 YJ99              | 30 de desembre, 2000 | Socorro              | LINEAR        |
| 72157 - | 2000 YR99              | 30 de desembre, 2000 | Socorro              | LINEAR        |
| 72158 - | 2000 YU99              | 30 de desembre, 2000 | Socorro              | LINEAR        |
| 72159 - | 2000 YY101             | 28 de desembre, 2000 | Socorro              | LINEAR        |
| 72160 - | 2000 YH102             | 28 de desembre, 2000 | Socorro              | LINEAR        |
| 72161 - | 2000 YZ102             | 28 de desembre, 2000 | Socorro              | LINEAR        |
| 72162 - | 2000 YK103             | 28 de desembre, 2000 | Socorro              | LINEAR        |
| 72163 - | 2000 YG104             | 28 de desembre, 2000 | Socorro              | LINEAR        |
| 72164 - | 2000 YL104             | 28 de desembre, 2000 | Socorro              | LINEAR        |
| 72165 - | 2000 YJ105             | 28 de desembre, 2000 | Socorro              | LINEAR        |
| 72166 - | 2000 YL105             | 28 de desembre, 2000 | Socorro              | LINEAR        |
| 72167 - | 2000 YX106             | 30 de desembre, 2000 | Socorro              | LINEAR        |
| 72168 - | 2000 YL107             | 30 de desembre, 2000 | Socorro              | LINEAR        |
| 72169 - | 2000 YW107             | 30 de desembre, 2000 | Socorro              | LINEAR        |
| 72170 - | 2000 YU108             | 30 de desembre, 2000 | Socorro              | LINEAR        |
| 72171 - | 2000 YW108             | 30 de desembre, 2000 | Socorro              | LINEAR        |
| 72172 - | 2000 YB109             | 30 de desembre, 2000 | Socorro              | LINEAR        |
| 72173 - | 2000 YC109             | 30 de desembre, 2000 | Socorro              | LINEAR        |
| 72174 - | 2000 YO109             | 30 de desembre, 2000 | Socorro              | LINEAR        |
| 72175 - | 2000 YD110             | 30 de desembre, 2000 | Socorro              | LINEAR        |
| 72176 - | 2000 YQ110             | 30 de desembre, 2000 | Socorro              | LINEAR        |
| 72177 - | 2000 YR110             | 30 de desembre, 2000 | Socorro              | LINEAR        |
| 72178 - | 2000 YE113             | 30 de desembre, 2000 | Socorro              | LINEAR        |
| 72179 - | 2000 YH113             | 30 de desembre, 2000 | Socorro              | LINEAR        |
| 72180 - | 2000 YT114             | 30 de desembre, 2000 | Socorro              | LINEAR        |
| 72181 - | 2000 YU115             | 30 de desembre, 2000 | Socorro              | LINEAR        |
| 72182 - | 2000 YZ115             | 30 de desembre, 2000 | Socorro              | LINEAR        |
| 72183 - | 2000 YB117             | 30 de desembre, 2000 | Socorro              | LINEAR        |
| 72184 - | 2000 YH117             | 30 de desembre, 2000 | Socorro              | LINEAR        |
| 72185 - | 2000 YK117             | 30 de desembre, 2000 | Socorro              | LINEAR        |
| 72186 - | 2000 YH118             | 30 de desembre, 2000 | Socorro              | LINEAR        |
| 72187 - | 2000 YM120             | 19 de desembre, 2000 | Socorro              | LINEAR        |
| 72188 - | 2000 YU120             | 19 de desembre, 2000 | Haleakala            | NEAT          |
| 72189 - | 2000 YA121             | 21 de desembre, 2000 | Socorro              | LINEAR        |
| 72190 - | 2000 YG124             | 29 de desembre, 2000 | Anderson Mesa        | LONEOS        |
| 72191 - | 2000 YT125             | 29 de desembre, 2000 | Anderson Mesa        | LONEOS        |
| 72192 - | 2000 YZ125             | 29 de desembre, 2000 | Anderson Mesa        | LONEOS        |
| 72193 - | 2000 YX127             | 29 de desembre, 2000 | Kitt Peak            | Spacewatch    |
| 72194 - | 2000 YA128             | 29 de desembre, 2000 | Kitt Peak            | Spacewatch    |
| 72195 - | 2000 YD128             | 29 de desembre, 2000 | Haleakala            | NEAT          |
| 72196 - | 2000 YO128             | 29 de desembre, 2000 | Haleakala            | NEAT          |
| 72197 - | 2000 YT128             | 29 de desembre, 2000 | Haleakala            | NEAT          |
| 72198 - | 2000 YY129             | 30 de desembre, 2000 | Socorro              | LINEAR        |
| 72199 - | 2000 YM132             | 30 de desembre, 2000 | Anderson Mesa        | LONEOS        |
| 72200 - | 2000 YQ132             | 30 de desembre, 2000 | Anderson Mesa        | LONEOS        |